# Henry Goes Arizona
Pour plus de détails, voir Fiche technique et Distribution.
Henry Goes Arizona est un film américain en noir et blanc réalisé par Edwin L. Marin, sorti en 1939.

## Synopsis
Henry, un acteur new-yorkais déchu, hérite d'un ranch de son frère assassiné, Jim. Ce ranch, situé juste à l'extérieur de Tonto City en Arizona, est convoité par Ricky Dole et sa bande.

## Fiche technique
- Titre : Henry Goes Arizona
- Réalisation : Edwin L. Marin
- Scénario : W.C. Tuttle, Florence Ryerson (en) et Milton Merlin
- Musique : David Snell
- Direction artistique : Cedric Gibbons
- Photographie : Sidney Wagner, Lester White
- Montage : Conrad A. Nervig
- Producteur : Harry Rapf
- Société de production : Metro-Goldwyn-Mayer
- Pays de production :  États-Unis
- Langue originale : anglais américain
- Format : noir et blanc — 35 mm — 1,37:1 — son : mono (Western Electric Sound System)
- Genre : western
- Durée : 66 min
- Date de sortie : 
  - États-Unis : 8 décembre 1939

## Distribution
- Frank Morgan : Henry 'Hank' Conroy
- Virginia Weidler : Molly Cullison
- Guy Kibbee : Judge Van Treece
- Slim Summerville : le shérif Parton
- Douglas Fowley : Ricky Dole

Acteurs non crédités
- Erville Alderson : le docteur John Clemens
- May Boley : la logeuse d'Henry
- Chester Conklin : le conducteur du bus
- Jim Corey : un homme du bus
- Gibson Gowland : un cow-boy
- Porter Hall : le banquier Edward G. Walsh
- Charles Judels : le grand Beldini
- Mitchell Lewis : le cow-boy Bull Carson
- Kermit Maynard : un employé du ranch
- Jim Thorpe : un passager du bus